# Alexandru Bourceanu
Alexandru Bourceanu (Mizil, 24 aprile 1985) è un ex calciatore rumeno, di ruolo centrocampista.

## Palmarès

### Club
- Campionato rumeno: 2

Steaua Bucarest: 2012-2013, 2014-2015
- Supercoppa di Romania: 1

Steaua Bucarest: 2013
- Coppa di lega rumena: 1

Steaua Bucarest: 2014-2015
- Coppa di Romania: 1

Steaua Bucarest: 2014-2015